# یئو مین جی
این یک نام کره‌ای است؛ نام خانوادگی Yeo است.
یئو مین جی (به کره‌ای: 여민지) یک بازیکن زن فوتبال اهل کشور کره جنوبی است. وی در پست مهاجم و برای باشگاه فوتبال زنان گومی اسپورتستوتو دابلیو کی لیگ بازی می‌کند.

## افتخارات

### ملی
- جام جهانی فوتبال زیر ۱۷ سال زنان: ۲۰۱۰

### انفرادی
- توپ طلایی جام جهانی فوتبال زیر ۱۷ سال زنان: ۲۰۱۰[۱]
- کفش طلایی جام جهانی فوتبال زیر ۱۷ سال زنان: ۲۰۱۰